# Шљука ливадарка
Шљука камењарка (лат. Gallinago media) је мала здепаста птица водених станишта из рода Gallinago. Становиште ове птице за гнежђење су мочваре и влажне ливаде са кратком вегетацијом у североисточној Европи, укључујући северозападну Русију. Шљуке камењарке су селице, зимују у Африци. Европска популација за размножавање је у наглом опадању.

## Таксономија
Шљука камењарка је описао енглески природњак Џон Латам 1787. године под биномним називом Scolopax media. Име садашњег рода Gallinago је неолатинског порекла за шумску шљуку или шљуку, од латинског gallina, „кокошка“ и суфикса -ago, „подсећа“. Специфична реч media на латинском значи „средња“, јер је ова врста средње величине између шумске шљуке и барске шљуке . 

## Опис
Са 26-30 цм у дужини и 42-50 цм распону крила, одрасле јединке су само мало веће, али много крупније од барске шљуке и имају краћи кљун. Тело је пегаво смеђе на врху и пругасто доле. Имају тамну пругу кроз око. Крила су широка, а у лету је видљива бледа трака на крилима.
Глас је описан као слабо "yeah". Звуци група за парење могу се чути на великим удаљеностима (више од 300 м) и звуче као мешавина звукова ксилофона на навијање.

## Понашање и екологија
Птице су познате по својим брзим, непрекидним способностима лета на огромним удаљеностима. Могу да лете до 97 км/ч, при чему истраживачи проналазе мало доказа о помоћи ветра. Забележено је да неки лете без престанка 84 сата преко 6.760 км на надморским висинама до 8.700 метара. Њихова крила нису посебно аеродинамична, недостају им шиљати врхови, и обично се не заустављају да се хране иако имају прилике. Птице се уместо тога ослањају на залихе масти.
У сумрак током сезоне парења, мужјаци се појављују на скупљалишту за парење (арени), стојећи усправно са надутим грудима и раширеним репом. Могу скакати у ваздух и производити разне звуке, кликтање, зујање и звиждуке док се приказују. Три до четири јаја се полажу у добро скривено гнездо на земљи.
Ове птице се хране у меком блату, испитујући или скупљајући храну прегледом терена. Углавном једу инсекте и глисте, а повремено и биљни материјал. Тешко их је видети, добро су камуфлирани у свом станишту. Када их истерају из склоништа, лете праволинијски на значајну удаљеност пре него што се врате у вегетацију.

## Миграција
Током својих сезонских миграција између Шведске и подсахарске Африке, шњуке ливадарке праве непрекидне летове од 4.000 до 7.000 км, у трајању од 60–90 сати. Током ових летова, шљуке ливадарке су више пута мењале висину око зоре и сумрака, између просечних висина крстарења од око 2.000 м (надморске висине) ноћу и око 4.000 м током дана. Већина птица је редовно летела на 6.000 м, а једна птица је достигла 8.700 м, што је вероватно највећа висина икада забележена за птицу селидбу.

## Фосили
Фосили шљуке ливадарке откривени су у Северној Каролини, а датирају из периода пре око 4,465 милиона ± 0,865 милиона. Ово указује на то да се птица у неком тренутку морала преселити преко Атлантског океана.

## Статус
Процењено је да је 2012. године у Скандинавији било између 15.000 и 40.000 шљука ливадарки, а у западном Сибиру и североисточној Европи између 450.000 и 1.000.000. Врста доживљава пад популације, првенствено због губитка станишта, као и због лова у источној Европи и у свом афричком подручју зимовања. Међународна унија за заштиту природе класификује ову врсту као „скоро угрожену“. Шљука ливадарка је једна од врста на које се примењује Споразум о очувању афричко-евроазијских птица селица водених станишта (AEWA).